# Radiwzi
Radiwzi (ukrainisch Радівці; russisch Радовцы/Radowzy) ist ein Dorf in der Oblast Chmelnyzkyj der Ukraine mit etwa 800 Einwohnern. Das Dorf liegt beim Flüsschen Shar (Згар).

## Geschichte
Das Dorf wurde 1629 zum ersten Mal schriftlich erwähnt, 1871 bekam es durch den Bau einer Eisenbahn von Schmerynka nach Wolotschysk (heute Teil der Bahnstrecke Krasne–Odessa) Anschluss an das Eisenbahnnetz Europas.
Am 14. September 2017 wurde das Dorf ein Teil der neugegründeten Siedlungsgemeinde Wowkowynzi, bis dahin bildete es zusammen mit dem Dorf Strekiw (Стреків) die gleichnamige Landratsgemeinde Radiwzi (Радовецька сільська рада/Radowezka silska rada) im Osten des Rajons Deraschnja.
Am 17. Juli 2020 kam es im Zuge einer großen Rajonsreform zum Anschluss des Rajonsgebietes an den Rajon Chmelnyzkyj.